# Danube Upper Austria Open
Il Danube Upper Austria Open è un torneo professionistico di tennis giocato sulla terra rossa del TC Union Mauthausen di Mauthausen, in Austria. Fa parte dell'ATP Challenger Tour e si gioca annualmente dal 2022.

## Albo d'oro

### Singolare
| Anno | Campione        | Finalista          | Punteggio        |
| ---- | --------------- | ------------------ | ---------------- |
| 2025 | Cristian Garín  | Tomás Barrios Vera | 3–6, 6–1, 6–4    |
| 2024 | Lucas Pouille   | Jozef Kovalík      | 6–3, 6–3         |
| 2023 | Hamad Međedović | Filip Misolic      | 6–2, 6(5)–7, 6–4 |
| 2022 | Jurij Rodionov  | Jiří Lehečka       | 6–4, 6–4         |

### Doppio
| Anno | Campioni                           | Finalisti                          | Punteggio        |
| ---- | ---------------------------------- | ---------------------------------- | ---------------- |
| 2025 | Nico Hipfl Jérôme Kym              | Ryan Seggerman David Stevenson     | 7–5, 3–6, [10–2] |
| 2024 | Constantin Frantzen Hendrik Jebens | Ryan Seggerman Patrik Trhac        | 6–4, 6–4         |
| 2023 | Romain Arneodo Sam Weissborn       | Constantin Frantzen Hendrik Jebens | 6–4, 6–2         |
| 2022 | Sander Arends David Pel            | Johannes Härteis Benjamin Hassan   | 6–4, 6–3         |